# Emil Hass Christensen
Emil Vilhelm Hass Christensen, född 23 januari 1903, död 12 januari 1982, var en dansk skådespelare.

## Utmärkelser
Hass Christensen vann Bodilpriset för bästa manliga huvudroll för Ordet 1955.

## Rollista i urval
- 1929 – Moster Malins millioner
- 1930 – Flirt, funkis och fullträffar
- 1931 – Kärlek, kiv och krigarliv
- 1943 – Ebberöds bank
- 1953 – Kärlekskarusell
- 1955 – Ordet
- 1959 – Vi är tokiga allihop
- 1961 – Amor på villovägar
- 1961 – Lilla grevinnan
- 1961 – Støv på hjernen
- 1965 – Sjutton
- 1978 – Olsen-banden går i krig
- 1978 – Matador (TV-serie)